# Retimno (gmina)
Retimno (gr. Δήμος Ρεθύμνης, Dimos Retimnis) – gmina w Grecji, na Krecie, w administracji zdecentralizowanej Kreta, w regionie Kreta, w jednostce regionalnej Retimno. Siedzibą gminy jest Retimno. W 2011 roku liczyła 55 525 mieszkańców. Powstała 1 stycznia 2011 roku w wyniku połączenia dotychczasowych gmin: Arkadi, Lapa, Nikiforos Fokas i Retimno.